# Königsberger Zeitungen

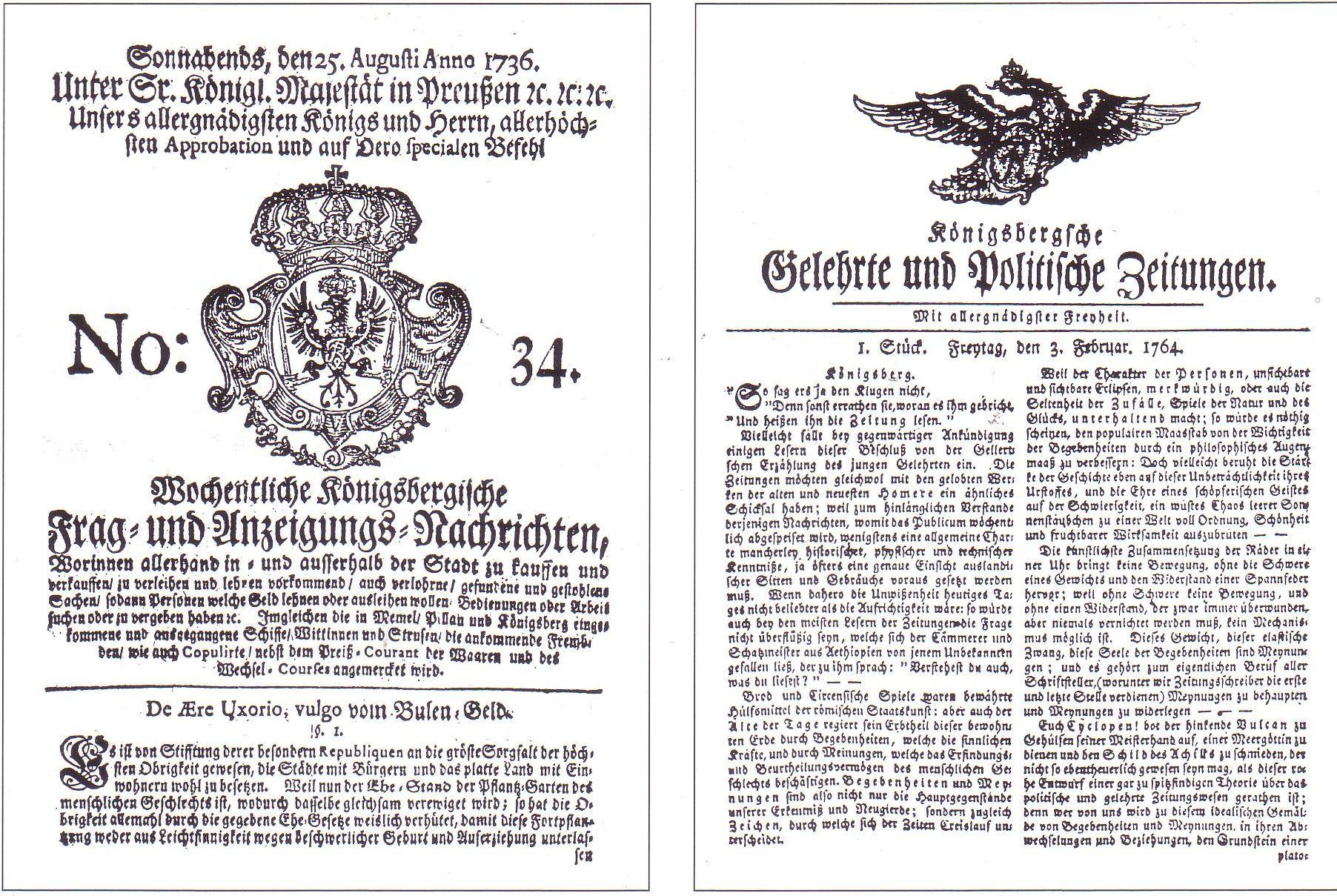
Königsberger Zeitungen (18. Jahrhundert)

Die Königsberger Zeitungen waren Zeitungen im Herzogtum Preußen, im Königreich Preußen und in der Provinz Ostpreußen. Von jeher politisch und kulturell engagiert, hatten sie überregionale Bedeutung. Für die liberale und demokratische Entwicklung Deutschlands gaben sie wichtige Impulse. Im „konservativen Ostpreußen“ standen sie für seine Provinzialhauptstadt als „liberale Hochburg eines gebildeten, republikanischen, nach Westen orientierten Bürgertums“ (Manthey 2005).

## Bedeutung
Den großen Parteien nahestehend, standen drei Zeitungen lange in hohem Ansehen:
- Königsberger Allgemeine Zeitung (Deutsche Volkspartei)
- Hartungsche Zeitung (Deutsche Demokratische Partei)
- Ostpreußische Zeitung (Deutschnationale Volkspartei)[1]

„Kaum eine andere deutsche Zeitung [wie die KAZ] dürfte jemals in solchem Ausmaße den Weg durch alle Volksschichten gefunden haben. Auch die liberale „Hartungsche Zeitung“ fand noch Beachtung, am wenigsten jedoch das agrarkonservative „Ostpreußische Tageblatt“, das erst nach 1918 in den Vordergrund rückte. Von auswärtigen Zeitungen übte die alte „Tägliche Rundschau“ den größten Einfluß aus.“

Die Ausgaben der drei Zeitungen bis 1945 sind in der Staatsbibliothek zu  Berlin (Stiftung Preußischer Kulturbesitz) weitgehend erhalten. In vielerlei Hinsicht sind sie erstrangige Quellen.

## Geschichte

### 17. und 18. Jahrhundert
Johann Fabricius druckte 1618 die erste, aber unregelmäßig erscheinende „Königsberger Zeitung“. 1623 gab Lorenz Segebade die erste wöchentliche Zeitung „Avisen“ heraus. 1639 holte  Kurfürst Friedrich Wilhelm Johann Reußner aus Rostock als akademischen Buchdrucker nach Königsberg, der mit einer eigenen Druckerei die Segebadsche Zeitung fortsetzte.  Nachdem 1657 die Zensur in Königsberg eingeführt worden war, erhielt Reußner das Privileg für den zweimal wöchentlich erscheinenden „Europäischen Mercurius“.
Nachfolgerin wurde die „Ordinari Postzeitung“ mit Reußners Söhnen.
Im Königsberger Jahrhundert erschien 1709 bei Reußner die „Kgl. Preuß. Fama“, 1727 das „Intelligenzblatt“ des Kgl. Adreß-Comtoirs. 1742 folgte Johann Heinrich Hartung.
1752 brachte Hartung die „Kgl. privileg. Pr. Staats-, Krieges- und Friedenszeitungen“ heraus, die von  1850 bis 1933 als „Hartungsche Zeitung“ zu großem Ansehen kam. 1810 erschien als zweite Fassung Der Correspondent.

### 19. Jahrhundert
1849 gründeten Konservative die Ostpreußische Zeitung.
1875 gründete Hausbrandt das Communalblatt für Königsberg und Provinz Ostpreußen, das 1882 zur Königsberger Allgemeinen Zeitung wurde.
1892 erschien die „Königsberger Volkstribüne“, 1897 das „Königsberger Tageblatt“ von Hartung.

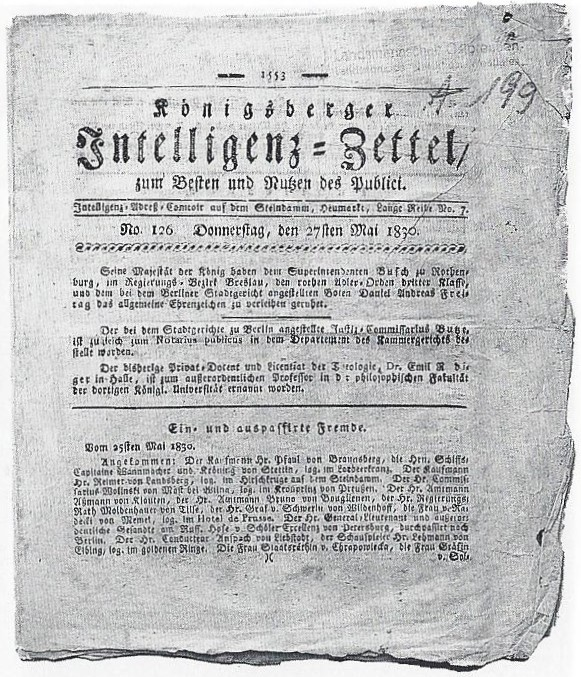
Intelligenz-Zettel (1830)
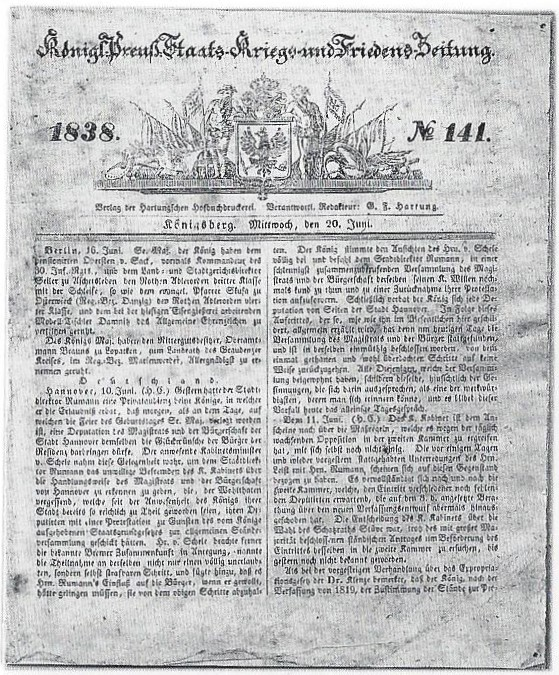
Kriegs- und Friedenszeitung (1838)

### 20. Jahrhundert
Der Königsberger Anzeiger erschien als parteilose Tageszeitung ab 1900. Zunächst unter dem Namen Königsberger Neueste Nachrichten wurde sie von der Ostpreußischen Druckerei und Verlagsanstalt herausgebracht.
Von 1901 bis 1933 erschien die Königsberger Volkszeitung, die sozialdemokratische Tageszeitung, mit sechs Ausgaben pro Woche. Ab 1939 hatte Königsberg nur noch drei Tageszeitungen:
Preußische Zeitung (seit 1932)
Königsberger Allgemeine Zeitung
Königsberger Tageblatt

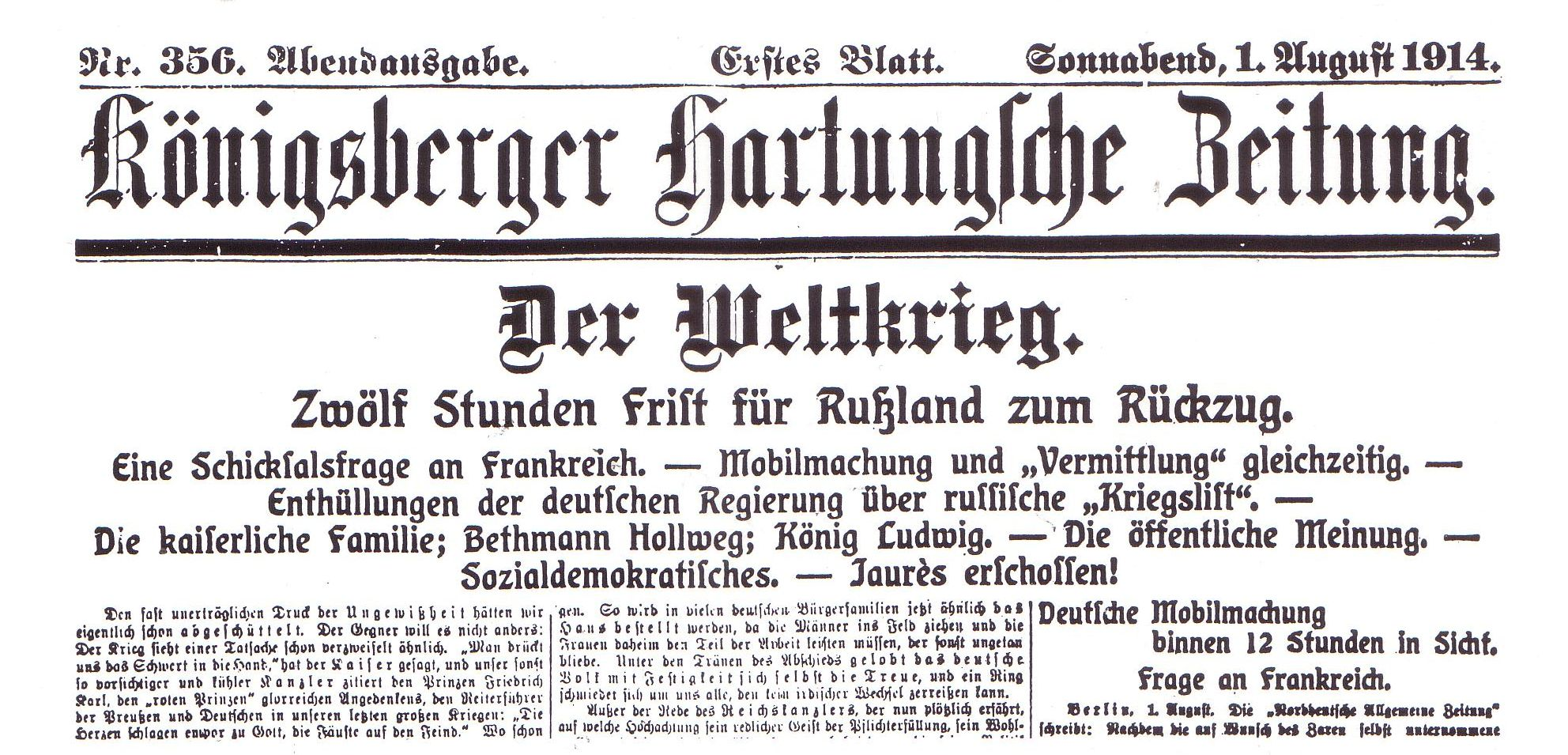
„Weltkrieg“ am 1. Tag